# Diplodocus (pel·lícula)
Diplodocus (títol original en polonès, Smok Diplodok) és una pel·lícula de fantasia del 2024 que combina imatge real i animació per ordinador. És dirigida per Wojciech Wawszczyk i es basa en el seu propi guió inspirat en les obres de l'autor de còmics Tadeusz Baranowski. Pensada com un homenatge a l'obra de Baranowski, la pel·lícula explora simultàniament temes d'autodescobriment i la necessitat d'independència creativa. S'ha doblat al català.
Va ser una coproducció polonesa, txeca i eslovaca. Es va estrenar al Festival Internacional de Cinema d'Animació d'Annecy, i majoritàriament va rebre elogis de la crítica a Polònia. Tot i això, va comptar un públic reduït (123.000 espectadors a Polònia). Al Festival Internacional de Cinema Joves Horitzons de Varsòvia, va rebre tres premis, inclòs el Gran Premi a la millor producció polonesa.